# Копалинская
Копалинская — деревня в Шенкурском районе Архангельской области. Входит в состав муниципального образования «Федорогорское».

## География
Деревня расположена в южной части Архангельской области, в таёжной зоне, в пределах северной части Русской равнины, в 4,5 километрах на юг от города Шенкурска, на правом берегу реки Вага. Ближайшие населённые пункты: на юге деревни Ванихинская и Покровская, на севере деревня Васильевская.
Часовой пояс
Копалинская, как и вся Архангельская область, находится в часовой зоне МСК (московское время). Смещение применяемого времени относительно UTC составляет +3:00.

## Население
| 2002 | 2010 | 2012 |
| ---- | ---- | ---- |
| 103  | ↘90  | ↗103 |